# Phrynus
Phrynus es un género de arácnidos Amblypygi, propio de las regiones tropicales y subtropicales, principalmente en el Nuevo Mundo.

## Aspecto
Al igual que otras especies de Amblypygi, las especies de Phrynus son arácnidos aplanados dorso/ventralmente con patas delanteras alargadas y anteniformes que se utilizan para navegar por su entorno y comunicarse con los conespecíficos. Los individuos capturan presas usando pedipalpos rapaces. Las especies de Phrynus varían en tamaño, desde el pequeño Phrynus marginemaculatus hasta el Phrynus longipes más grande. Al menos una especie de Phrynus es territorial y caníbal (Phrynus longipes). Phrynus es un género del Nuevo Mundo, que se encuentra desde el sur de los Estados Unidos hasta el norte de Sudamérica, la única excepción es Phrynus exsul de Indonesia.

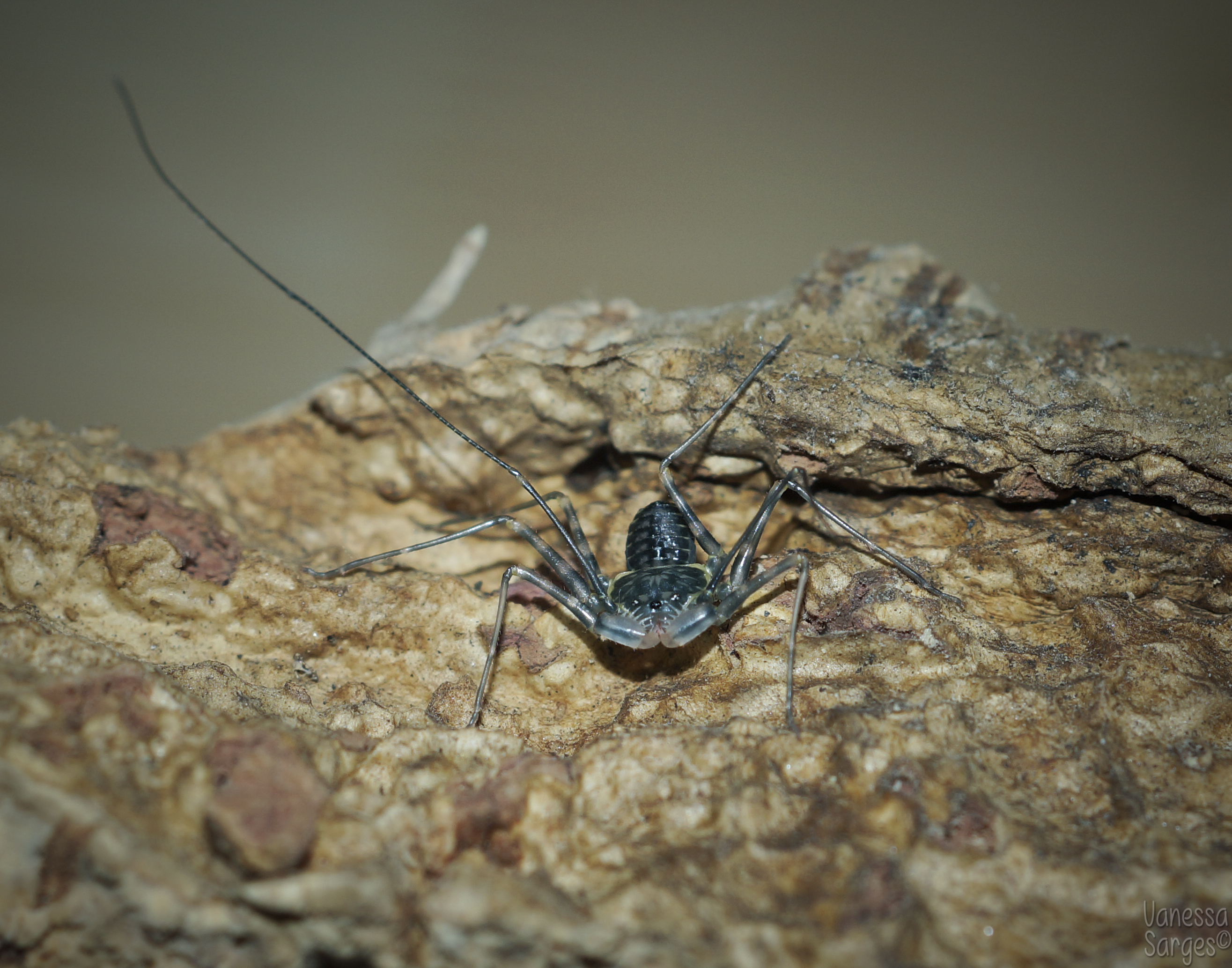
Ejemplar recién mudado de Phrynus barbadensis.

## Lista de especies
- Phrynus alejandroi Armas & Teruel, 2010
- Phrynus araya Colmenares Garcia & Villarreal Manzanilla 2008
- Phrynus asperatipes Wood, 1863
- Phrynus barbadensis (Pocock, 1894)
- Phrynus calypso Joya, 2017
- Phrynus cozumel Armas, 1995
- Phrynus damonidaensis Quintero, 1981
- Phrynus decoratus Teruel & Armas, 2005
- Phrynus eucharis Armas & Perez Gonzalez, 2001
- Phrynus exsul Harvey 2002
- Phrynus fuscimanus Koch, 1847
- Phrynus garridoi Armas, 1994
- Phrynus gervaisii (Pocock, 1894)
- Phrynus goesii Thorell, 1889
- Phrynus hispaniolae Armas & Perez Gonzalez, 2001
- Phrynus hoffmannae Armas & Gadar, 2004
- Phrynus kennidae Armas & Perez Gonzalez, 2001
- Phrynus levii Quintero, 1981
- Phrynus longipes (Pocock, 1894)
- Phrynus maesi Armas, 1996
- Phrynus marginemaculatus Koch, 1841
- Phrynus noeli Armas & Perez, 1994
- Phrynus operculatus Pocock, 1902
- Phrynus palenque Armas, 1995
- Phrynus panche Armas & Angarita Arias 2008
- Phrynus parvulus Pocock, 1902
- Phrynus pinarensis Franganillo, 1930
- Phrynus pinero Armas & Avila Calvo, 2000
- Phrynus pseudoparvulus Armas & Viquez, 2001
- Phrynus pulchripes (Pocock, 1894)
- Phrynus santarensis (Pocock, 1894)
- Phrynus similis Armas, Viquez & Trujillo, 2013
- Phrynus tessellatus (Pocock, 1894)
- Phrynus viridescens Franganillo, 1931
- Phrynus whitei Gervais, 1842
- †Phrynus fossilis Keferstein, 1834
- †Phrynus mexicana Poinar & Brown, 2004
- †Phrynus resinae (Schawaller, 1979)

## Publicación original
- Lamarck, 1801 : Système des Animaux sans vertèbres, ou tableau général des classes, des ordres et des genres de ces animaux. Paris, p. 1-432.